# Barbara Valentin
 (janvier 2009).
Si vous disposez d'ouvrages ou d'articles de référence ou si vous connaissez des sites web de qualité traitant du thème abordé ici, merci de compléter l'article en donnant les références utiles à sa vérifiabilité et en les liant à la section « Notes et références ».
Barbara Valentin, née le 15 décembre 1940 à Vienne et morte le 22 février 2002 à Munich, est une actrice autrichienne.

## Biographie
On la surnommait la « Jayne Mansfield » du cinéma allemand. Sa rencontre avec le réalisateur Rainer Werner Fassbinder s'est avérée déterminante pour sa carrière.
Elle a tourné avec ce dernier dans les productions télévisées Nora Helmer (1973) et Berlin Alexanderplatz (1980) ainsi que dans les longs métrages Tous les autres s'appellent Ali en 1973, Effi Briest en 1974, Le Droit du plus fort en 1975 et Lili Marleen en 1980.

## Filmographie

### Cinéma
- 1959 : La Femme nue et Satan (Die Nackte und der Satan) de Victor Trivas
- 1960 : L'Île du sadique (Ein Toter hing im Netz) de Fritz Böttger
- 1960 : Quel bluffeur ! (Mal drunter – mal drüber) de Helmut Weiss
- 1960 : La Fille aux hanches étroites (Das Mädchen mit den schmalen Hüften) de Johannes Kai
- 1961 : Festival girls (Küß mich, als gäb's kein morgen) de Leigh Jason
- 1961 : Trafic d'opium (de) (In der Hölle ist noch Platz) d'Ernst R. von Theumer
- 1963 : Showman documentaire d'Albert Maysles et David Maysles
- 1965 : 001 destination Jamaïque (en) (A 001: operazione Giamaica) d'Ernst R. von Theumer senior et Mel Welles
- 1966 : In Frankfurt sind die Nächte heiß de Rolf Olsen
- 1967 : Carmen, baby de Radley Metzger
- 1967 : The Star Maker de John Carr
- 1968 : Der Partyphotograph (de) de Hans D. Bove
- 1969 : Köpfchen in das Wasser, Schwänzchen in die Höh' de Helmut Förnbacher
- 1970 : Beiß mich, Liebling de Helmut Förnbacher
- 1971 : Furchtlose Flieger de Martin Müller et Veith von Fürstenberg
- 1972 : Roi, Dame, Valet (King, Queen, Knave) de Jerzy Skolimowski
- 1972 : Unsere Tante ist das Letzte de Rolf Olsen
- 1974 : Tous les autres s'appellent Ali (Angst essen Seele auf) de Rainer Werner Fassbinder
- 1974 : Effi Briest (Fontane Effi Briest) de Rainer Werner Fassbinder
- 1974 : Le Couteau dans le dos (Das Messer im Rücken) d'Ottokar Runze
- 1975 : Le Droit du plus fort (Faustrecht der Freiheit) de Rainer Werner Fassbinder
- 1975 : Un Isphahani au pays d'Hitler (Yek Esfahani dar sarzamin-e Hitler) de Nosratolah Vahdat
- 1975 : Frauenstation de Rolf Thiele
- 1976 : Bomber und Paganini de Nikos Perakis
- 1976 : Gefundenes Fressen de Michael Verhoeven
- 1977 : Cœurs en flammes (Flammende Herzen) de Walter Bockmayer et Rolf Bührmann
- 1978 : Der Durchdreher de Helmut Dietl
- 1978 : Neues vom Räuber Hotzenplotz de Gustav Ehmck
- 1979 : Primel macht ihr Haus verrückt de Monica Trauber
- 1981 : Lili Marleen de Rainer Werner Fassbinder
- 1981 : Looping (de) de Walter Bockmayer et Rolf Bührmann
- 1982 : Le Paradis sanglant (Die Insel der blutigen Plantage) de Kurt Raab et Peter Kern
- 1982 : Die unglaublichen Abenteuer des Guru Jakob de Franz Marischka
- 1983 : Dorian Gray dans le miroir de la presse à sensation (Dorian Gray im Spiegel der Boulevardpresse) d'Ulrike Ottinger
- 1983 : Rita Ritter de Herbert Achternbusch
- 1984 : Im Himmel ist die Hölle los de Helmer von Lützelburg
- 1985 : Miko, aus der Gosse zu den Sternen de Frank Ripploh
- 1986 : Geld oder Leber (de) de Dieter Pröttel (de)
- 1986 : La Seconde Victoire (The Second Victory) de Gerald Thomas
- 1987 : La Fille au vautour (Geierwally) de Walter Bockmayer
- 1988 : Der Fluch de Ralf Huettner
- 1990 : Go Trabi Go de Peter Timm
- 1990 : Rache ist süß de Peter Gnad (court-métrage)
- 1999 : Fassbinder et les femmes (Für mich gab's nur noch Fassbinder) documentaire de Rosa von Praunheim

### Télévision
- 1973 : Le Monde sur le fil (Welt am Draht) de Rainer Werner Fassbinder
- 1974 : Nora Helmer de Rainer Werner Fassbinder
- 1974 : Martha de Rainer Werner Fassbinder